# Osmophila caudata
Osmophila caudata är en stekelart som beskrevs av Szepligeti 1902. Osmophila caudata ingår i släktet Osmophila och familjen bracksteklar. Inga underarter finns listade i Catalogue of Life.